# Bundestagswahlkreis Oldenburg – Ammerland
Der Bundestagswahlkreis Oldenburg – Ammerland (Wahlkreis 27) ist ein Wahlkreis in Niedersachsen für die Wahlen zum Deutschen Bundestag. Er umfasst die Stadt Oldenburg (Oldenburg) und den Landkreis Ammerland.

## Wahlkreisgeschichte
Der Wahlkreis war bei der Bundestagswahl 1949 die Nummer 8 der niedersächsischen Wahlkreise. Danach erhielt er die bundesweite Wahlkreisnummer 30. Für die Bundestagswahlen 1965 bis 1998 hatte er die Nummer 22. Für die Bundestagswahlen 2002 bis 2009 hatte er die Nummer 28 und zur Bundestagswahl 2013 erhielt er die Nummer 27.
Ursprünglich umfasste der Wahlkreis, wie auch heute, die Stadt Oldenburg und den Landkreis Ammerland. Vor der Bundestagswahl 1965 wurde der Wahlkreis in Oldenburg umbenannt und das Wahlkreisgebiet um die zum Landkreis Friesland gehörigen Gemeinden Bockhorn, Neuenburg (1972 nach Zetel eingemeindet), Sande, Varel, Varel-Land (1972 nach Varel eingemeindet) und Zetel ergänzt. Im Zuge der Gemeindereform 1972 wurde die Gemeinde Gödens in die Gemeinde Sande eingegliedert. Sie gehörte aber bei der Bundestagswahl 1972 weiterhin zum Wahlkreis Wilhelmshaven und wurde erst für die Bundestagswahl 1976 dem Wahlkreis Oldenburg zugeschlagen.
Im Zuge der Neuordnung der Wahlkreise vor der Bundestagswahl 1980 wurde die Gemeinde Sande an den Wahlkreis Friesland – Wilhelmshaven abgegeben und der Wahlkreis in Oldenburg – Ammerland zurückbenannt. Vor der Bundestagswahl 2002 gingen auch die Gemeinden Bockhorn, Varel und Zetel wieder an den Wahlkreis Friesland – Wilhelmshaven.

## Wahlkreisabgeordnete
| Wahl | Abgeordneter | Abgeordneter       | Partei | Stimmen in % |
| ---- | ------------ | ------------------ | ------ | ------------ |
| 1949 |              | Robert Dannemann 1 | FDP    | 24,8         |
| 1953 | 56,5         | Robert Dannemann 1 | FDP    |              |
| 1957 |              | Wilhelm Nieberg    | CDU    | 35,9         |
| 1961 | 34,9         | Wilhelm Nieberg    | CDU    |              |
| 1965 |              | Heinz Frieler      | CDU    | 38,2         |
| 1969 |              | Kurt Ross          | SPD    | 42,9         |
| 1972 |              | Walter Polkehn     | SPD    | 52,9         |
| 1976 | 47,7         | Walter Polkehn     | SPD    |              |
| 1980 | 48,8         | Walter Polkehn     | SPD    |              |
| 1983 | 45,0         | Walter Polkehn     | SPD    |              |
| 1987 |              | Dietmar Schütz     | SPD    | 45,1         |
| 1990 | 43,6         | Dietmar Schütz     | SPD    |              |
| 1994 | 46,5         | Dietmar Schütz     | SPD    |              |
| 1998 | 51,5         | Dietmar Schütz     | SPD    |              |
| 2002 |              | Gesine Multhaupt   | SPD    | 47,1         |
| 2005 | 44,7         | Gesine Multhaupt   | SPD    |              |
| 2009 |              | Thomas Kossendey   | CDU    | 35,5         |
| 2013 |              | Dennis Rohde       | SPD    | 37,4         |
| 2017 | 36,3         | Dennis Rohde       | SPD    |              |
| 2021 | 38,2         | Dennis Rohde       | SPD    |              |
| 2025 | 34,4         | Dennis Rohde       | SPD    |              |

## Wahlergebnisse

### Bundestagswahl 2025
| Kandidaten                                             | Kandidaten                | Parteien/Listen     | Erststimmen | Erststimmen | Zweitstimmen | Zweitstimmen |
| Kandidaten                                             | Kandidaten                | Parteien/Listen     | Stimmen     | %           | Stimmen      | %            |
| ------------------------------------------------------ | ------------------------- | ------------------- | ----------- | ----------- | ------------ | ------------ |
|                                                        | Dennis Rohdegewählt im WK | SPD                 | 66.280      | 34,4        | 46.023       | 23,8         |
|                                                        | Stephan Albani            | CDU                 | 46.172      | 24,0        | 46.076       | 23,9         |
|                                                        | Alaa Alhamwi              | GRÜNE               | 28.728      | 14,9        | 31.857       | 16,5         |
|                                                        | Carsten Helms             | FDP                 | 5.996       | 3,1         | 8.555        | 4,4          |
|                                                        | Andreas Paul              | AfD                 | 25.046      | 13,0        | 24.922       | 12,9         |
|                                                        | Arne Brix                 | Die Linke           | 15.672      | 8,1         | 21.700       | 11,2         |
|                                                        | —                         | Tierschutzpartei    | –           | –           | 2.028        | 1,0          |
|                                                        | —                         | dieBasis            | –           | –           | 337          | 0,2          |
|                                                        | —                         | Die PARTEI          | –           | –           | 966          | 0,5          |
|                                                        | Hero Stroman              | FREIE WÄHLER        | 2.071       | 1,1         | 945          | 0,5          |
|                                                        | —                         | Piraten             | –           | –           | 269          | 0,1          |
|                                                        | Andreas Werner            | Volt                | 2.750       | 1,4         | 1.722        | 0,9          |
|                                                        | —                         | PdH                 | –           | –           | 173          | 0,1          |
|                                                        | —                         | MLPD                | –           | –           | 55           | 0,0          |
|                                                        | —                         | BÜNDNIS DEUTSCHLAND | –           | –           | 200          | 0,1          |
|                                                        | —                         | BSW                 | –           | –           | 7.359        | 3,8          |
| Gesamt                                                 | Gesamt                    | Gesamt              | 192.715     | 100         | 193.187      | 100          |
|                                                        |                           |                     |             |             |              |              |
| Ungültige Stimmen                                      | Ungültige Stimmen         | Ungültige Stimmen   | 1.273       | 0,7         | 801          | 0,4          |
| Wähler                                                 | Wähler                    | Wähler              | 193.988     | 84,6        | 193.988      | 84,6         |
| Wahlberechtigte                                        | Wahlberechtigte           | Wahlberechtigte     | 229.344     |             | 229.344      |              |
|                                                        |                           |                     |             |             |              |              |
| Quellen: Die Bundeswahlleiterin, Kandidaten – Ergebnis |                           |                     |             |             |              |              |

### Bundestagswahl 2021
Der Stimmzettel zur Bundestagswahl am 26. September 2021 umfasst 21 Landeslisten. Die Parteien haben folgende Kandidaten aufgestellt.
| Direktkandidat              | Partei           | Erststimmen in % | Zweitstimmen in % |
| --------------------------- | ---------------- | ---------------- | ----------------- |
| Stephan Albani              | CDU              | 19,9             | 18,6              |
| Dennis Rohde                | SPD              | 38,2             | 32,0              |
| Daniel Rüdel                | FDP              | 7,5              | 10,2              |
| Andreas Paul                | AfD              | 5,0              | 5,2               |
| Susanne Menge               | GRÜNE            | 20,4             | 23,7              |
| Amira Mohamed Ali           | DIE LINKE        | 5,9              | 4,8               |
| -                           | Die PARTEI       | -                | 0,9               |
| -                           | Tierschutzpartei | -                | 1,2               |
| Nicole Striess              | FREIE WÄHLER     | 0,8              | 0,6               |
| Holger Klaus Friedel Lubitz | PIRATEN          | 0,9              | 0,5               |
| –                           | NPD              | -                | 0,1               |
| –                           | V-Partei³        | -                | 0,1               |
| Michael Krüger              | ÖDP              | 0,3              | 0,1               |
| Johanna Jensen              | MLPD             | 0,1              | 0,0               |
| –                           | DKP              | -                | 0,0               |
| Werner Berends              | dieBasis         | 1,1              | 1,0               |
| –                           | du.              | -                | 0,1               |
| Jens Ahrends                | LKR              | 0,1              | 0,0               |
| -                           | Die Humanisten   | -                | 0,1               |
| –                           | Team Todenhöfer  | -                | 0,2               |
| –                           | Volt             | -                | 0,6               |

### Bundestagswahl 2017
Zur Bundestagswahl 2017 am 24. September wurden 8 Direktkandidaten und 18 Landeslisten zugelassen.
| Direktkandidat        | Partei           | Erststimmen in % | Zweitstimmen in % |
| --------------------- | ---------------- | ---------------- | ----------------- |
| Stephan Albani        | CDU              | 30,2             | 30,6              |
| Dennis Rohde          | SPD              | 36,3             | 26,1              |
| Nils Krummacker       | FDP              | 6,1              | 10,4              |
| Peter Meiwald         | GRÜNE            | 11,4             | 12,5              |
| Amira Mohamed Ali     | DIE LINKE.       | 8,1              | 9,4               |
| Andreas Paul          | AfD              | 6,7              | 7,2               |
| –                     | PIRATEN          | –                | 0,4               |
| –                     | NPD              | –                | 0,2               |
| –                     | Tierschutzpartei | –                | 0,8               |
| –                     | MLPD             | –                | 0,0               |
| –                     | DiB              | –                | 0,2               |
| –                     | DKP              | –                | 0,0               |
| Claudia Theis         | FREIE WÄHLER     | 0,8              | 0,4               |
| –                     | BGE              | –                | 0,2               |
| –                     | DM               | –                | 0,2               |
| Ingrid Brettschneider | ÖDP              | 0,5              | 0,2               |
| –                     | Die PARTEI       | –                | 1,1               |
| –                     | V-Partei³        | –                | 0,2               |

### Bundestagswahl 2013
Diese fand am 22. September 2013 statt, zugelassen waren 9 Direktkandidaten und 14 Landeslisten.
| Direktkandidat            | Partei           | Erststimmen in % | Zweitstimmen in % |
| ------------------------- | ---------------- | ---------------- | ----------------- |
| Stephan Albani            | CDU              | 36,8             | 35,2              |
| Dennis Rohde              | SPD              | 37,4             | 32,6              |
| Christiane Ratjen-Damerau | FDP              | 2,5              | 5,1               |
| Peter Meiwald             | GRÜNE            | 11,5             | 12,4              |
| Martin A. Michels         | DIE LINKE.       | 5,4              | 6,5               |
| Holger Lubitz             | PIRATEN          | 1,7              | 1,8               |
| Ulrich Eigenfeld          | NPD              | 0,7              | 0,6               |
| –                         | Tierschutzpartei | –                | 0,8               |
| –                         | MLPD             | –                | 0,0               |
| Melanie Wever             | AfD              | 3,4              | 4,2               |
| –                         | pro Deutschland  | –                | 0,1               |
| –                         | REP              | –                | 0,0               |
| Hero Jan Stroman          | FREIE WÄHLER     | 0,7              | 0,6               |
| –                         | PBC              | –                | 0,1               |

### Bundestagswahl 2009
| Direktkandidat            | Partei                | Erststimmen in % | Zweitstimmen in % |
| ------------------------- | --------------------- | ---------------- | ----------------- |
| Thomas Kossendey          | CDU                   | 35,5             | 28,1              |
| Gesine Multhaupt          | SPD                   | 31,3             | 27,1              |
| Peter Meiwald             | Bündnis 90/Die Grünen | 13,8             | 15,4              |
| Christiane Ratjen-Damerau | FDP                   | 8,8              | 14,6              |
| Iris Gramberg             | Die Linke.            | 9,0              | 9,7               |
| –                         | PIRATEN               | –                | 2,6               |
| –                         | Die Tierschutzpartei  | –                | 0,9               |
| Michael Meyer             | NPD                   | 1,0              | 0,9               |
| Dieter Zager              | RRP                   | 0,5              | 0,5               |
| –                         | ödp                   | –                | 0,1               |
| –                         | DVU                   | –                | 0,1               |
| –                         | MLPD                  | –                | 0,0               |